# Maranta humilis
Maranta humilis är en strimbladsväxtart som beskrevs av Jean Baptiste Christophe Fusée Aublet. Maranta humilis ingår i släktet Maranta och familjen strimbladsväxter. Inga underarter finns listade.